# Nuovo Partito Socialista (San Marino)
Il Nuovo Partito Socialista è stato un partito politico sammarinese.

## Storia
È stato fondato nel 2005 per volontà di dissidenti del Partito Socialista Sammarinese che non hanno aderito alla fusione di quest'ultimo col Partito dei Democratici in seguito alla quale è stato costituito il Partito dei Socialisti e dei Democratici.
Alle elezioni politiche del 2006 ha ottenuto 1.194 voti, pari al 5,41% delle preferenze vedendosi attribuire 3 seggi al Consiglio Grande e Generale.
Partito d'opposizione fino a dicembre 2008, dopo le elezioni vinte della coalizione guidata dal PDCS, il Nuovo Partito Socialista è entrato nel governo con il suo segretario Augusto Casali, nominato Segretario di Stato alla Giustizia, Informazione, Ricerca e Rapporti con le Giunte di Castello.
L'organo stampa del movimento politico era il mensile Il Binocolo.
Il partito ha comunicato poi una collaborazione con il Partito Socialista Riformista Sammarinese, che è culminata il 30 maggio 2012 con la fusione tra i due partiti e la costituzione del Partito Socialista.

## Congressi
- I Congresso "Congresso di rinascita del partito socialista a San Marino" 18/19 novembre 2005 - Teatro Titano, San Marino città

## Risultati elettorali
| Elezione       | Voti  | %    | Seggi  |
| -------------- | ----- | ---- | ------ |
| Politiche 2006 | 1.194 | 5,41 | 3 / 60 |
| Politiche 2008 | 1.317 | 6,28 | 4 / 60 |
| 1.             |       |      |        |